# Улвърхамптън
У̀лвърха̀мптън (на английски: Wolverhampton, срещащ се неправилен правопис Уулвърхемптън и Уулвърхямптън) е английски град близо до Бирмингам в графство Стафордшър. Население около 239 100 жители (2004). Градът е индустриален и търговски център. На 18 декември 2000 г. получава статут на град.

## География
Разположен е на 163 метра надморска височина в източния край на Средносевернското пясъчниково плато.

## История
Градът е основан през 994 г. от Лейди Улфруна.

## Спорт
Футболният отбор на града се нарича Улвърхамптън Уондърърс.

## Личности
- Лиъм Пейн, певец
- Майкъл Дибдин, писател